# Don Camillo und Peppone (Film)
Don Camillo und Peppone (Originaltitel: Le petit monde de Don Camillo) ist ein italienisch-französischer Spielfilm in schwarz-weiß aus dem Jahr 1952. Die Filmkomödie ist der erste Film der überaus erfolgreichen fünfteiligen Don-Camillo-und-Peppone-Filmsaga mit den Hauptdarstellern Fernandel und Gino Cervi, die auf den Erzählungen von Giovanni Guareschi basiert.

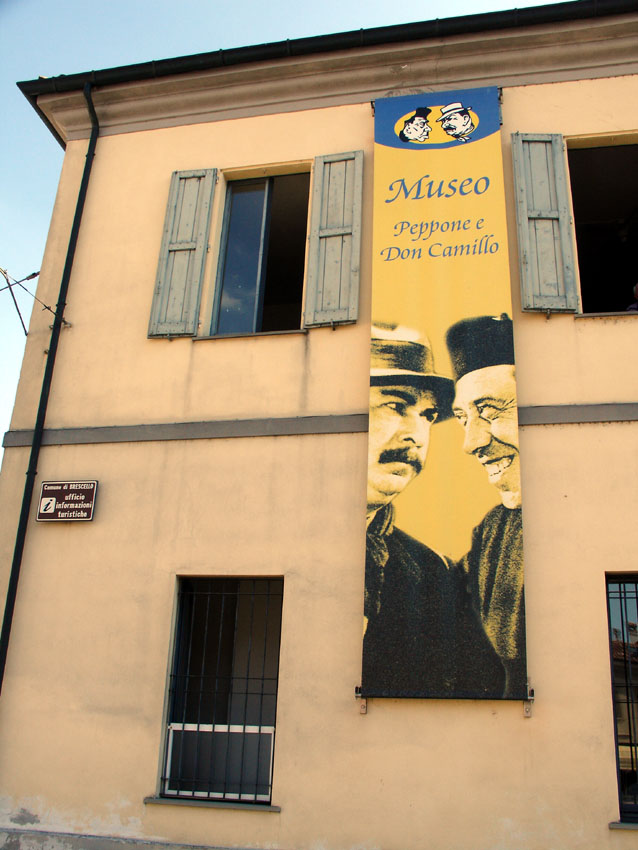
Don-Camillo-und-Peppone-Museum in Brescello

Im Jahr 2008 wurde die Komödie auf die offizielle, vom italienischen Kulturministerium gebilligte Liste „100 erhaltenswerte italienische Filme“ aufgenommen. Die 100 ausgewählten Filme entstanden zwischen 1942 und 1978 und haben das kollektive Gedächtnis Italiens maßgeblich geprägt.

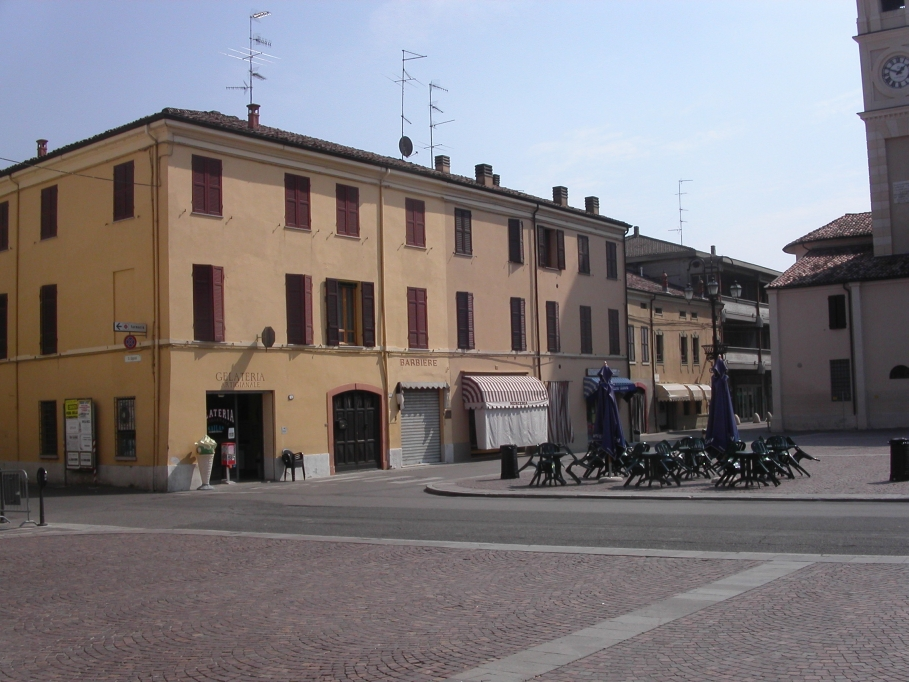
Innenstadt von Brescello

## Handlung
1946 in dem kleinen Ort Brescello in der Poebene. Die Kommunisten haben die Bürgermeisterwahl gewonnen und feiern auf dem Marktplatz ihren Sieg. Don Camillo will das nicht zulassen und verlässt seine Kirche, um die Feier zu unterbinden, obwohl Jesus ihm vom Hochaltar zuruft, dies zu unterlassen. Stattdessen läutet Don Camillo nun mit sämtlichen Glocken, so dass die Kundgebung nicht mehr stattfinden kann. Gina Filotti, die gerade aus dem Internat gekommen ist, die alten Lehrerin Fräulein Cristina und der Anwalt Steletti beobachten die Aktion. Im allgemeinen Trubel erreicht Peppone eine Nachricht, und die Kommunisten stürmen los. Zunächst sieht es so aus, als wollten sie die Kirche stürmen; doch sie versammeln sich vor Peppones Haus, der stolz seinen neugeborenen Sohn zeigt. Und Don Camillo läutet nun die Glocken voller Freude.
Wenig später kommt Peppones Frau in die Kirche, um den Sohn taufen zu lassen. Da das Kind jedoch auf den Namen Lenin getauft werden soll, weigert Don Camillo sich. Jesus versucht wieder ihn ins Gewissen zu reden. Als er beinahe bereit ist einzulenken, kommt Peppone mit seinem Kind und besteht darauf, das Kind unverzüglich taufen zu lassen. Die beiden prügeln sich daraufhin im Glockenturm, wobei sie wiederholt die Glockenseile bewegen und sich die Dorfbewohner über das Geläute wundern. Das Kind wird nun auch getauft, wobei Peppone nun Lenin in Camillo umwandeln möchte. Doch Don Camillo meint, dass er ihn zusätzlich Lenin nennen könne, denn neben seinem Namen verschwinde Lenin sowieso.
Pate des Kindes ist der alte Brusco. Seine Familie hat zwar einen Bauernhof, ist aber dennoch verarmt. Ganz im Gegensatz zu seinem Nachbarn Filotti. Seit Jahren herrscht Zwist zwischen den beiden Familien. Das Problem dabei ist: Bruscos Sohn Mariolino und Gina Filotti, die Enkelin des alten Filotti, lieben sich seit Kindertagen.
Fräulein Cristina bekommt derweil Besuch von den neu gewählten Stadträten. Da sie nur schlecht schreiben können, wollen sie Nachhilfe bei der alten Lehrerin nehmen. Als linientreue Monarchistin möchte Fräulein Cristina die kommunistischen Stadträte zunächst nicht als Schüler. Schließlich stimmt sie aber zu, wobei sie lediglich den Bürgermeister vom Unterricht ausschließt, denn der habe es damals in der Schule zu toll getrieben.

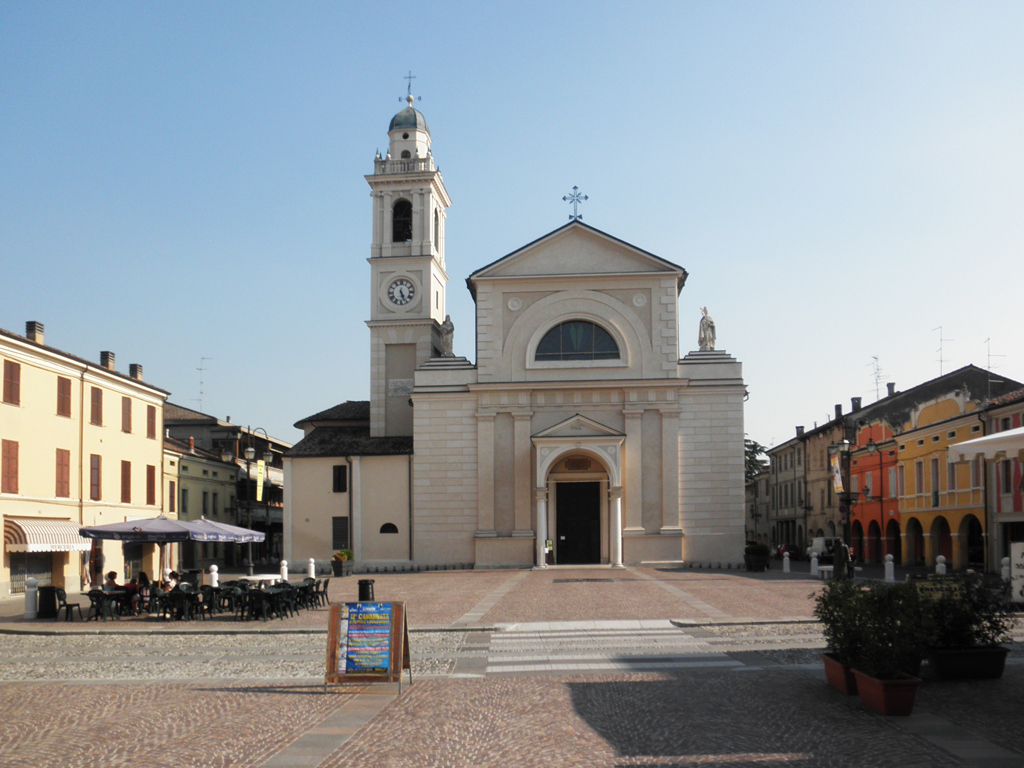
Kirche von Brescello

Dieser geht stattdessen zu Don Camillo, um zu beichten. Dabei stellt sich heraus, dass es Peppone war, der Camillo neulich nachts verprügelt hat, und dieser gibt zu erkennen, dass er es war, der über die fehlerhaften Bekanntmachungen geschrieben hat, dass Peppone ein Esel sei. Danach bittet Peppone Don Camillo um Hilfe bei der Formulierung seiner neuesten Bekanntmachung. Und dieser korrigiert die Grammatik, verlangt dafür aber die Reparatur des Glockenturms mit Hilfe der Gemeinde.
Don Camillo wird zur Grundsteinlegung für das Volkshaus eingeladen, das Peppone seinen Wählern versprochen hat. Er kommt, segnet den Grundstein und spricht ein paar Worte. Ihm kommt der Verdacht, dass das Geld für den Bau nicht aus Spenden der Bevölkerung stammt, sondern aus der Kasse einer Division der Faschisten, welche die Partisanen erbeutet, aber seltsamerweise verloren haben wollen. Daher lädt Don Camillo Peppone ein und zwingt ihn mit vorgehaltener Maschinenpistole, ihm drei der zehn Millionen Lire zu überlassen, um davon einen Kindergarten bauen zu lassen.
Trotz der beiden großen Baustellen gibt es nicht genug Arbeit in der Gemeinde. Um dem abzuhelfen, beschließt man Arbeitsbeschaffungsmaßnahmen, die durch eine einmalige Grundsteuer finanziert werden sollen. Da sich die Grundbesitzer weigern zu zahlen, wird ein Streik organisiert. Die Streikposten lassen keinen seine Arbeit tun, auch nicht den Knecht von Filotti, der einer Kuh beim Kalben helfen soll. Empört über diese Ungerechtigkeit greift Don Camillo ein und begibt sich am Abend zu Filottis Hof. Dort trifft er auf Peppone. Dieser beklagt ebenfalls die Situation: In der Stadt könne man Maschinen einfach ab- und nach dem Streik wieder anstellen, auf dem Land dagegen könne man die verreckten Kühe nicht wieder lebendig machen. So machen sich beide an die Arbeit; sie melken die Kühe in Filottis Stall, füttern und tränken sie und sorgen dafür, dass das das Kalb zur Welt kommt.
Nachdem der Streik beendet wurde, betrinken sich die angereisten Streikposten und verspotten Don Camillo, als dieser vorbeikommt. Dies lässt er sich nicht gefallen, sondern prügelt sich mit ihnen und wirft sogar einen massiven Tisch auf sie.
Als Bürgermeister beschwert sich Peppone beim Bischof, der ihm sogleich anbietet, Don Camillo gegen einen anwesenden jungen Priester auszuwechseln. Daraufhin ändert Peppone sofort seine Meinung und bittet den Bischof, von dem Wechsel abzusehen. Der Bischof wäscht Don Camillo den Kopf, kann aber gar nicht glauben, dass der einen Tisch, ähnlich dem, wie er bei ihm im Büro steht, überhaupt werfen könne. Er befiehlt Don Camillo, dies sofort vorzumachen. Als Don Camillo dies gelingt, wird er von dem beeindruckten Bischof nur noch einmal verwarnt.
Die jährliche Segnung des Flusses steht an. Don Camillo lädt dazu auch den Bürgermeister ein. Dieser verspricht, dass er mit der ganzen kommunistischen Ortsgruppe kommen werde – mitsamt roter Fahne. Don Camillo möchte, dass sie ohne Fahne kommen, schließlich gehe es um Religion, nicht um Politik. Peppone weigert sich und lässt noch dazu verbreiten, dass jeder, der zur Prozession komme, Prügel beziehen werde. So wird Camillo, als er sich mit dem Kreuz vom Hochaltar auf den Weg macht, nur von einem Hund begleitet. Unterwegs trifft er die Kommunisten, die ihm den Weg versperren. Gerade als Don Camillo mit dem Kreuz zuschlagen will, macht man ihm Platz. Peppone betont, er mache Jesus Platz, nicht Don Camillo, der schließlich den Fluss segnet.
Das sei notwendig, da der Fluss ab und zu für Überschwemmungen sorgt und im 19. Jahrhundert eine Kapelle verschlungen haben soll. Einem Aberglauben zufolge läuten deren Glocke jedes Mal, wenn ein Unglück bevorsteht. Jedenfalls erzählt Fräulein Cristina dies Mariolino und Gina, die gerade ein Stelldichein am Fluss haben. Mariolino hat es eilig, denn er will rechtzeitig zur Einweihung des Fußballplatzes von Don Camillos Kindergarten kommen. Dazu findet ein Spiel der Mannschaft der Kirchengemeinde gegen eine Mannschaft der Kommunisten statt. Die erste Spielhälfte verläuft recht unruhig und es steht zur Halbzeit 2:1 für Don Camillos Team. Daraufhin packt sich Peppone in der Pause Mariolino und droht ihm Prügel an, falls er nicht bald den Ausgleich erziele. Das schafft Mariolino mit einem furiosen Durchmarsch auch. Gegen Ende steht es immer noch 2:2. Bei einem Foul an einem Spieler der Kommunisten pfeift der Schiedsrichter jedoch einen Elfmeter für sie. Mariolino verwandelt. Daraufhin jagt die aufgebrachte Menge den Schiedsrichter. Dieser findet Zuflucht in der Kirche. Don Camillo lässt die herbeigeströmte Menge sich bekreuzigen und sagt, wenn sie sich jetzt noch an ihm vergreifen, sei dies ein Sakrileg. Dann wendet er sich selbst an den Verfolgten. Es stellt sich heraus, dass der von beiden Seiten bestochen wurde, wobei Peppone mehr gezahlt hatte. Wütend wirft Camillo den Mann aus der Kirche.
Auf ihrem Sterbebett ruft Fräulein Cristina den Bürgermeister und Don Camillo. Nachdem sie darum gebeten hat ohne Musik und mit einer Königsfahne beerdigt zu werden, bittet sie mit ihren letzten Worten darum, Gina und Mariolino heiraten zu lassen. Im Gemeinderat wird diskutiert, ob man Fräulein Cristinas Wünschen nachgeben soll. Die kommunistischen Abgeordneten sind dagegen und polemisieren. Auch der Abgeordnete der Opposition, der Anwalt Spiletti, ist dagegen. Er protestiert gegen die Polemik, will aber nicht die Bevölkerung provozieren. Dann bittet Peppone Don Camillo, Stellung zu beziehen. Dieser sagt, er wolle erst Peppones Meinung hören. Peppone sagt, als Bürgermeister stimme er dem ablehnenden Beschluss des Gemeinderats zu. Aber da in Brescello nicht der Bürgermeister bestimme, was getan werde, sondern die Kommunisten, und da er deren Chef sei, sei es ihm egal, was der Stadtrat denke. Fräulein Cristina solle ihren letzten Willen haben, da ihm der Willen der Toten wichtiger sei als der der Lebenden, und die, die das anders sähen, schmeiße er aus dem Fenster. Don Camillo gibt zufrieden und mit etwas Ironie zu verstehen, dass er sich wohl der Gewalt beugen müsse. So wird Fräulein Cristina beerdigt, wie sie es sich gewünscht hat.
Gina und Mariolino wollen unbedingt heiraten, obwohl Gina noch nicht volljährig ist und ihre Familien verfeindet sind und die Heirat unbedingt verhindern wollen. Da die beiden auch gegen den Willen ihrer Familien heiraten wollen, suchen sie spät abends Don Camillo auf. Der beruhigt sie; er werde sich etwas überlegen, sie sollen wieder nach Hause gehen. Stattdessen gehen sie zu Peppone, der aber ähnlich reagiert. Sie verabschieden sich mit den Worten, man werde die Glocke schon läuten hören, und begeben sich zum Fluss, um gemeinsam ins Wasser zu gehen. Peppones Frau wird klar, was die beiden damit meinen, denn immer, wenn ein Unglück geschieht, läutet die Glocke im Fluss. Sofort wird eine Rettungsaktion gestartet und die beiden werden aus dem Wasser gezogen. Don Camillo ordnet nun gegenüber den beiden Familienoberhäuptern an, sich noch ein letztes Mal zu prügeln; denn ab morgen habe Friede zu herrschen. Und die beiden jungen Leute sollen vom Bischof persönlich getraut werden.
Nach dieser Aktion kommen Don Camillo und Peppone überein, den Kindergarten und das Volkshaus gemeinsam einzuweihen. Da der Bischof zur Trauung kommen wird, überlegt sich Peppone, wie er die Zeremonie gestalten könnte. So sperren sie die Straße, auf welcher der Bischof anreist, mit einem liegengebliebenen LKW und begleiten den Bischof zu Fuß zum Kindergarten. Noch vor der eigentlichen Einweihung sagen sie, sie müssten schnell los, um ihr Volkshaus einzuweihen. Der Bischof wird neugierig, geht gleich mit und beglückwünscht die Menschen zu ihrem Volkshaus. Am Abend feiert man dann ein Volksfest im Dorf. Dort wird Don Camillo an einer Wurfbude provoziert und entfesselt eine Prügelei in Anwesenheit des Bischofs. Daraufhin wird Don Camillo in eine andere Gemeinde versetzt.
Zu Don Camillos Abschied erscheint niemand. Peppone hat wieder einmal Prügel androhen lassen. Am nächsten Bahnhof Brescello-Viadana steht dann aber die gesamte Kirchengemeinde und beschenkt ihn. Am folgenden Bahnhof Gualtieri hat sich die Ortsgruppe der Kommunisten versammelt und verabschiedet ihn. Peppone verspricht, den neuen Pfarrer schnell zu vergraulen und sich beim Bischof für Don Camillo starkzumachen.

## Kritik
„Die Zusammenarbeit von Guareschi, Duvivier und Fernandel war ein Glücksfall. Fernandel, oft unterschätzt und als bloßer Spaßmacher und Grimassenschneider eingesetzt, hat den Schelm in der Soutane ernst und sehr zurückgenommen gespielt, hat dieser Karikatur eines Priesters menschliche Glaubwürdigkeit verliehen. Und Duvivier, für seinen poetischen Realismus gerühmt und in den 30er Jahren einer der Großen des französischen Films, verfügte über das notwendige Einfühlungsvermögen in Guareschis „Kleine Welt“.“

„Gelungene Verfilmung des zeitgenössischen Schelmenromans. Eine derbe und volkstümliche Satire auf italienische Eigenarten mit naiver politischer Botschaft, getragen von zwei Erzkomödianten.“

## Hintergründe
Der Film war eine italienisch-französische Koproduktion. Mehr als drei Jahrzehnte später kam mit Keiner haut wie Don Camillo (1984) eine Neuverfilmung in die Kinos.

## Auszeichnungen und Nominierungen
- 1952: Nastro d’Argento für Fernandel als bester ausländischer Darsteller in einem italienischen Film
- 1952: Von der Evangelischen Filmgilde als Bester Film des Monats Dezember empfohlen.
- 1953: Silberner Becher für den besten Film, „der zur Förderung des demokratischen Gedankens beiträgt“

- 1954: Nominierung für den British Film Academy Award in der Kategorie Bester Film

## Synchronisation
Die Synchronfassung entstand in den Studios der IFU Internationale Film Union Remagen. Buch und Dialogregie übernahm Georg Rothkegel.
| Darsteller         | Rolle                       | Synchronsprecher      |
| ------------------ | --------------------------- | --------------------- |
| Fernandel          | Don Camillo                 | Alfred Balthoff       |
| Gino Cervi         | Giuseppe Bottazzi „Peppone“ | Werner Lieven         |
| Vera Talchi        | Gina Filotti                | n.n                   |
| Franco Interlenghi | Mariolino Brusco            | Peer Schmidt          |
| Saro Urzì          | Brusco                      | n.n                   |
| Charles Vissières  | Bischof                     | Hans Teschendorf      |
| Leda Gloria        | Frau Bottazzi               | Leonore Fein          |
| Luciano Manara     | Filotti                     | n.n                   |
| Mario Siletti      | Stiletti                    | Kurt Meister          |
| Marco Tulli        | Smilzo                      | n.n                   |
| Sylvie             | Fräulein Cristina           | Margarete Haagen      |
| Alexandre Rignault | Nero                        | Klaus W. Krause       |
| Paolo Stoppa       | Faschist                    | Heinz Schimmelpfennig |
| Claudy Chapeland   | Beppo                       | Klaus Dieter Fröhlich |
| n.n.               | Stimme Jesu                 | Ernst Kuhr            |
| n.n.               | Erzähler                    | Hans Nielsen          |

## Bearbeitungen für die Bühne
- Gerold Theobalt: Don Camillo und Peppone. Komödie. Ahn & Simrock, München 1999 (frei nach dem Roman Don Camillo und Peppone).
- Riccardo F. Esposito: Don Camillo e Peppone. Cronache cinematografiche dalla Bassa Padana 1951–1965. Le Mani – Microart’s, Recco (Genua, Ligurien, Italien) 2008.